# کارولین چمپوتیر
کارولین چمپوتیر (انگلیسی: Caroline Champetier؛ زادهٔ ۱۶ ژوئیهٔ ۱۹۵۴) فیلم‌بردار اهل فرانسه است. او دختری از لویی-دو دو لانکسن به نام آلیس دو لانکسن دارد که هنرپیشه است.